# باشچیفتلیک
باشچیفتلیک (به ترکی استانبولی: Başçiftlik) یک منطقهٔ مسکونی در ترکیه است که در استان توقات واقع شده‌است.